# Вешапели, Григорий Георгиевич
Григорий Георгиевич Вешапели (груз. გრიგოლ გიორგის ძე ვეშაპელი, 1892 или 1891, Саирхе, Имеретия — 10 июня 1926 или 9 июня 1926, Париж) — грузинский политик, член Учредительного собрания Грузии.

## Биография
Окончил Кутаисскую классическую гимназию. Общество по распространению грамотности среди грузин направило одарённого молодого человека, назначив стипендию, на историко-филологический факультет Московского университета. Во время учёбы Вешапели активно участвовал в литературной жизни Москвы. В 1915 году он сотрудничал в прессе, писал статьи об актуальных политических проблемах того времени. За эти годы он написал несколько работ на грузинском и русском языках, в частности «Грузия и Лазистан» и «Присоединение Грузии к России». В 1916 году окончил обучение в Московском университете.
Свободно владел русским, английским, французским и немецким языками.
После революции 1917 года вернулся на родину. Выступил одним из основателей и лидеров Национал-демократической партии. В 1917 году был избран членом Закавказского Сейма, а также членом Национального совета, созданного по его инициативе и активном участии.
26 мая 1918 года подписал Декларацию независимости Грузии.
После провозглашения независимости Грузии Григол Вешапели был избран в Учредительное собрание Грузии. Глава Независимой национал-демократической партии, печатным органом которой была газета «Клде» (Скала). Из-за раскола в Национал-демократической партии Григол Вешапели отделился от неё и создал Национальную партию землевладельцев. Выпускал газету «Мица» (Земля), где его заместителем был Георгий Леонидзе.
После советизации Грузии в 1921 году не эмигрировал с членами правительства Демократической республики Грузия, пробыв в Батуме несколько месяцев, отправился в Стамбул, посетил европейские страны и, наконец, прибыл в Париж. Занимался антибольшевистской пропагандой, как самостоятельно, так и вместе с правительством иммигрантов. Вместе с Ревазом Габашвили и Давидом Вачнадзе участвовал в работе Стамбульской политической комиссии в качестве члена НДП, входил в грузинскую делегацию на Вашингтонской конференции 1922 года.
В декабре 1923 года центральный комитет ПНР[уточнить] осудил Григория Вешапеля из-за частого нарушения внутрипартийной дисциплины. С мая 1924 года он выступал против иммигрантского правительства Грузии. Поражение антисоветского восстания 1924 года оказало глубокое влияние на Вешапели, он начал готовиться к возвращению на родину, установил связи с Советской Россией в Европе. 5 ноября 1924 года основал газету «Ахали Сакартвело» («Новая Грузия»), издававшуюся в Берлине и Париже в 1924-26 годах, в которой призывал иммигрантов вернуться в Советскую Грузию и стал активным советским пропагандистом, из-за чего возник большой конфликт внутри грузинской иммиграции. Кульминацией стала кровавая стычка 28 февраля 1926 года, известная как «История Оденсе».
10 июня 1926 года Вешапели был убит Автандилом Мерабашвили, несколько раз выстрелившем в него, в Париже.
14 июня 1926 года Вешапели был похоронен на кладбище Монпарнас в Париже. Некролог был опубликован в газете «Новая Грузия» и в советской прессе, а также в Грузии («Заря Востока» и «Коммунист»).
В 1928 году по просьбе родственников тело Григория Вешапели было доставлено в Грузию и похоронено в Пантеоне Дидубе в Тбилиси. В 1937 году по решению властей его останки были вывезены из Дидубе на Вакийское кладбище.